# Parasiccia punctilinea
Parasiccia punctilinea är en fjärilsart som beskrevs av Alfred Ernest Wileman 1911. Parasiccia punctilinea ingår i släktet Parasiccia och familjen björnspinnare. Inga underarter finns listade i Catalogue of Life.